# HD79664
HD79664 — хімічно пекулярна зоря спектрального класу A1, що має видиму зоряну величину в смузі V приблизно  8,0.
Вона  розташована на відстані близько 1124,7 світлових років від Сонця.